# Heintrop-Büninghausen
Heintrop-Büninghausen ist ein Ortsteil der Gemeinde Lippetal im nordrhein-westfälischen Kreis Soest. 
Der Ort liegt nordwestlich von Hultrop an der B 475. Nördlich fließt die Lippe, südlich erstreckt sich das 195,5 ha große Naturschutzgebiet Ahsewiesen (LP) und fließt die Ahse.

## Sehenswürdigkeiten
- Die Windmühle Heintrop (Heintrop 1), die bis 1945 in Betrieb war, wurde im Jahr 1870 errichtet bzw. aus Lippborg versetzt. Der Windmühlenturm besteht aus heimischem Kalksandsteinmaterial, die Windmühlenflügel haben eine Gesamtspannweite von 20 Meter. Die Windmühle ist in der Liste der Baudenkmäler in Lippetal  als einziges Baudenkmal für Heintrop-Büninghausen aufgeführt.
- Heutiger Museumsbahnhof Lippborg-Heintrop mit Dampfzugbetrieb der Museumseisenbahn Hamm und ehemaliger Bahnhof RLE Lippborg der AG Ruhr-Lippe-Eisenbahnen
- Vogelbeobachtungsstation Disselmersch an der Lippe